# Rüdiger Westermann
 Rüdiger Westermann (* Mai 1966) ist ein deutscher Informatiker und leitet als Universitätsprofessor den Lehrstuhl für Computergrafik und Visualisierung der Fakultät für Informatik der Technischen Universität München.
Seine Schwerpunkte in der Forschung sind effiziente Algorithmen zur interaktiven Datenexploration und physikalische Simulationen in virtuellen Umgebungen.

## Werdegang
Nach dem Informatikstudium an der TU Darmstadt promovierte (1996) er an der Universität Dortmund bei  H. Müller. Von 1992 bis 1997 war er wissenschaftlicher Angestellter an der GMD St. Augustin, Bonn.
1998 wechselte er als Post-Doktorand in die Gruppe von T. Ertl an der Universität Erlangen-Nürnberg. Nach Forschungsaufenthalten am Caltech und der University of Utah wurde er 2001 auf eine C3-Professur an die RWTH Aachen berufen. Seit 2003 leitet er den Lehrstuhl für Computer Grafik und Visualisierung an der TU München.

## Wissenschaftliche Aktivitäten
- Wettervorhersage mittels KNN (Deep Weather) im Projekt Waves to Weathe in Kooperation einiger Universitäten finanziert durch die DFG.
  - Met.3D - 3D Wettervorhersagewerkzeug
- Deep Volume Rendering
- Rendering von transparenten Objekten
- Topologieoptimierung und -entwicklung für 3D-Druck
- Modellierung und Visualisierung von Unvorhersehbarkeit in wissenschaftlichen Datensätzen
- Interaktive Datenvisualisierung

## Forschungsförderpreise
Durch den Europäischen Forschungsrat (ERC):
- 2012 AdG SaferVis[2]
- 2017 PoC Vis4Weather[3]

## Publikationen (Auszug)
- R. Fraedrich, J. Schneider, R. Westermann: Exploring the Millennium Run - Scalable Rendering of Large-Scale Cosmological Datasets. In: IEEE Transactions on Visualization and Computer Graphics. Band 15, Nr. 6, 2010, S. 1251–1258.
- C. Dick, J. Georgii, R. Westermann: A Hexahedral Multigrid Approach for Simulating Cuts in Deformable Objects. In: IEEE Transactions on Visualization and Computer Graphics. Band 18, Nr. 7, 2010. ISSN 1077-2626
- C. Dick, J. Schneider, R. Westermann: Efficient Geometry Compression for GPU-based Decoding in Realtime Terrain Rendering. In: Computer Graphics Forum. Band 28, Nr. 1, 2009.
- J. Krüger, R. Westermann: Acceleration Techniques for GPU-based Volume Rendering. In: Proceedings of IEEE Visualization. 2003, ISBN 0-7803-7200-X, S. 287–292.
- J. Krüger, R. Westermann: Linear Algebra Operators for GPU Implementation of Numerical Algorithms. In: Proceedings of ACM SIGGRAPH. 2003.